# Apomempsoides
Apomempsoides is een kevergeslacht uit de familie van de boktorren (Cerambycidae). De wetenschappelijke naam van het geslacht werd voor het eerst geldig gepubliceerd in 1950 door Breuning.

## Soorten
Apomempsoides omvat de volgende soorten:
- Apomempsoides parva (Aurivillius, 1910)
- Apomempsoides trispinosa (Jordan, 1894)